# Combreux
Combreux – miejscowość i gmina we Francji, w Regionie Centralnym, w departamencie Loiret.
Według danych na rok 1990 gminę zamieszkiwały 142 osoby, a gęstość zaludnienia wynosiła 11 osób/km² (wśród 1842 gmin Regionu Centralnego Combreux plasuje się na 995. miejscu pod względem liczby ludności, natomiast pod względem powierzchni na miejscu 993.).